# デオドロ競技場
デオドロ競技場（Estádio de Deodoro）は、2016年夏季オリンピックにおいてブラジルのリオデジャネイロに建てられた仮設の屋外球技場。デオドロ近代五種公園の一部に位置し、オリンピックの7人制ラグビー競技に使用された。2016年夏季パラリンピックにおける7人制サッカーの会場としても使用。